# Rue Henri Koch
La rue Henri Koch est une rue liégeoise qui va de la Rue Bois-l'Évêque au carrefour de la rue du Terris et de la rue des Abeilles du quartier du Laveu datant du XXe siècle.

## Odonymie
La rue porte le nom du violoniste Henri Koch né à Liège le 10 juillet 1903 et mort à Liège le 2 juillet 1969. Jusqu'aux fusions de communes en 1977, elle portait le nom de rue des Coteaux.